# コクド
株式会社コクドは、かつて存在した西武グループの不動産会社である。西武グループの源流かつ西武・プリンスホテルズワールドワイドの母体となった企業で、西武鉄道の元親会社。旧社名は国土計画株式会社。本社は東京都渋谷区神宮前（原宿駅前）にあった。

## 概要

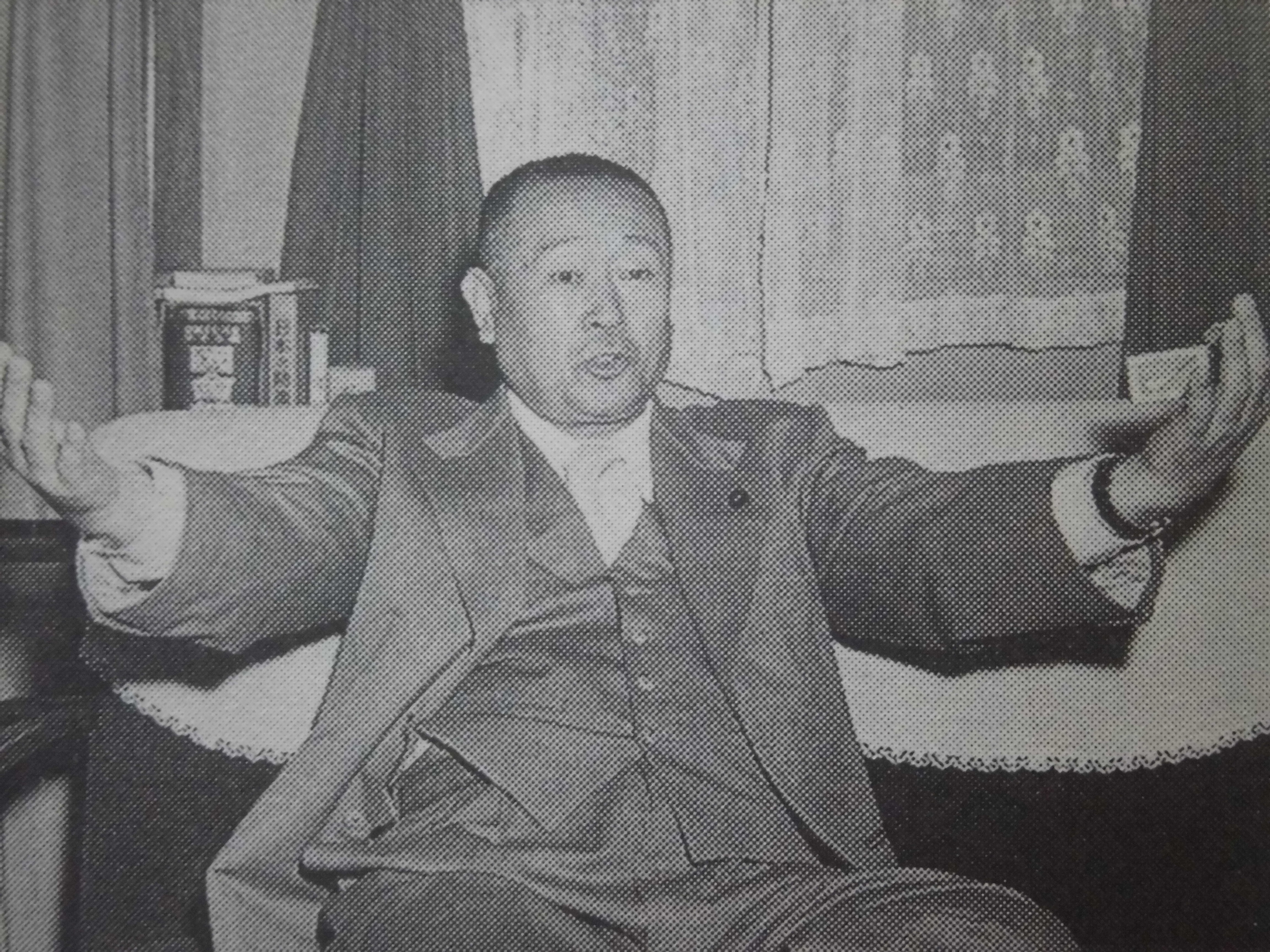
堤康次郎

1920年に箱根土地株式会社として設立され、初代社長には藤田謙一が就任した。西武グループを築きあげた堤康次郎が設立した開発業者で、大正から昭和初期に国立市（国立駅）や小平市（一橋学園）の学園都市開発、箱根（仙石原など）・軽井沢（千ヶ滝・南軽井沢・レイクニュータウンなど）の別荘地開発を手掛け成長する。不動産開発業者であるとともに、事実上の西武鉄道グループの持株会社であり、西武鉄道やプリンスホテル等の株式を多く保有していた。
コクド自体は、非公開企業で株主は堤家であるため、株主であり代表取締役会長でもあった堤義明が実質的なオーナーとして、会計や実態を公開する必要なく、西武グループ全体に強い影響力を有していた。多額の売り上げを有していたにもかかわらず、同規模の企業と比較しても国税庁への納税額は極めて少なかった。会計や実態がほとんど公開されていなかったため、経済史上では未だ多くの謎が残る企業となっている。ゴルフ場やスキー場を有し、日本最大の索道（リフト・ゴンドラ・ロープウェイ）事業者でもあった。
堤は政財界との繋がりが強い一方で、ウィンタースポーツを中心としたスポーツ振興に積極的でもあり、日本オリンピック委員会会長に就任して、1998年長野オリンピックの誘致に携わっている。プロ野球・西武ライオンズの元親会社（吸収によって2008年までプリンスホテルが親会社。後述の通り2009年以降西武ホールディングスへ経営権が移動）であり、アイスホッケーチームのSEIBUプリンス ラビッツを保有。いずれも強豪チームとして一時代を築き上げていた。なお、コクド（当時の国土計画）は西武ライオンズの前身であるクラウンライターライオンズを買収するまでは横浜大洋ホエールズ（現・横浜DeNAベイスターズ）にも一時期出資していた。
旧称が国土計画株式会社であることから、中堅ゼネコンの日本国土開発株式会社、あるいは近畿地方にて宅地分譲住宅を展開している国土建設株式会社と間違えられることがあるが、関連は一切ない。
堤の信用力の高さから、金融機関は保有資産を確認しないまま無担保で融資を引き受けたが、その結果として一時期主要3子会社は総額1兆1000億円もの借り入れを行っていたという。

### 西武グループの再編
しかし、2004年に発覚した西武鉄道の証券取引法違反事件の影響によるみずほ銀行主導の経営再建策により、2005年11月にコクドは新設したNWコーポレーションと株式交換を実施し、それまでのコクド株主（堤家）はNW社株主へ移行されコクドは同社の完全子会社となった。2006年2月1日に旧プリンスホテル（西武鉄道子会社）に吸収合併され、コクドは解散した。神宮前の本社屋も売却された。
同年3月に実施された旧プリンスホテルから（機関投資家を相手とする第三者割当増資を実施した）西武ホールディングスへの株式移転段階で、NW社の出資比率が大幅に低下した。

## 沿革

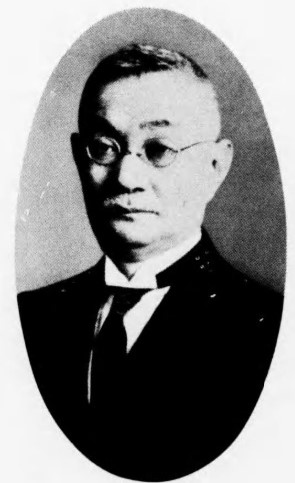
初代社長・藤田謙一

- 1920年3月25日 - 堤康次郎により箱根土地株式会社を設立[1]。藤田謙一が社長に就任。
- 1944年2月 - 国土計画興業株式会社に商号変更[1]。
- 1965年6月 - 国土計画株式会社に商号変更[1]。
- 1978年10月 - プロ野球・パシフィックリーグ：クラウンライターライオンズを買収、堤義明がオーナーに就任。
- 1992年3月 - 株式会社コクドに商号変更[1]。
- 2004年10月 - 堤義明が西武鉄道の有価証券報告書虚偽報告の責任を取る形で、会長及び西武ライオンズオーナーを辞任することを発表した。
- 2005年1月 - 西武グループの経営改革委員会で、コクドを堤家の資産管理会社とその他の事業の2社に分割したうえで、後者を西武鉄道（株式上場廃止）ならびにプリンスホテルと合併させる方向で検討される。
- 2005年3月 - 堤義明、証券取引法違反容疑で逮捕される｡
- 2005年8月 - 西武鉄道・プリンスホテルと共同で持株会社方式によるグループ再編計画を発表する。
- 2005年11月 - 堤義明並びに法人としてのコクド・西武鉄道の有罪が確定（コクドは罰金1億5000万円、西武鉄道は罰金2億円）。
- 2005年11月 - 株式会社コクドの100%持株会社「NWコーポレーション」が設立される。
- 2006年2月1日 - グループ再編でプリンスホテルに吸収合併され解散[1]。本社があった原宿のコクドビルは同年に解体。

## 当時の子会社
- 西武鉄道
- 西武ライオンズ - コクド本社ビルの正面入口前にライオンズコーナーがあり、グッズを販売していた。
- プリンスホテル